# On Her Majesty's Secret Service
On Her Majesty's Secret Service (titulada 007 al servicio de su Majestad México y Al servicio secreto de su Majestad en España, Argentina y Chile) es una película británica de espionaje y la sexta película de la serie oficial de James Bond para el cine. Fue estrenada el 18 de diciembre de 1969 en el Reino Unido y fue producida por Eon Productions. Está basada en la novela homónima escrita por Ian Fleming. Tras la decisión de Sean Connery de retirarse del puesto después la entrega anterior, Eon Productions seleccionó a George Lazenby, un modelo prácticamente sin experiencia de actuación previa, para interpretar a James Bond. Pese a que su contrato era por siete entregas, durante la realización de la película, Lazenby anunció que interpretaría el papel de Bond solo una vez. Connery regresaría dos años después para protagonizar Diamonds Are Forever.
En esta entrega, Bond enfrenta a su archienemigo Blofeld (Telly Savalas), que está planeando retener al mundo mediante la amenaza de hacer infértiles todas las plantas alimenticias y el ganado a través de las acciones de un grupo de "ángeles de la muerte" con el cerebro lavado, a menos que sus demandas de una amnistía internacional, el reconocimiento de su título como Conde De Bleuchamp (la forma francesa de Blofeld) y el ser permitido retirarse a la vida privada sean satisfechas. En el camino, Bond se encuentra, se enamora y finalmente se casa con la Condesa Teresa di Vicenzo (Diana Rigg).
Es la única película de Bond dirigida por Peter R. Hunt, quien antes había sido editor y director de la segunda unidad en las anteriores películas de la saga. Hunt, junto a los productores Albert R. Broccoli y Harry Saltzman, decidieron producir una película más realista que siguiera de cerca la novela. Se rodó en Suiza, Inglaterra y Portugal desde octubre de 1968 hasta mayo de 1969. Aunque su estreno en el cine no fue tan lucrativo como el de su predecesora Sólo se vive dos veces, Al servicio secreto de Su Majestad seguía siendo una de las películas de mayor rendimiento del año. Las críticas al lanzamiento fueron mixtas, pero la reputación de la película ha mejorado mucho con el tiempo y ahora se la considera una de las entradas más sólidas de la serie. Junto a Casino Royale de 2006, suele considerársela como una de las adaptaciones más fieles de la serie de películas de una novela de Ian Fleming.

## Argumento
En la secuencia precréditos M (Bernard Lee), Q (Desmond Llewelyn) y Moneypenny (Lois Maxwell) buscan a James Bond (George Lazenby), quien cuando iba por una carretera le salva la vida a una hermosa mujer que intentaba suicidarse tirándose al mar. Después la mujer huye mientras Bond se enfrenta a varios matones que la persiguen.
Bond, aún de viaje, se hospeda en un hotel donde ve el mismo automóvil de la mujer a la que salvó. Esa noche en el casino del hotel Bond juega al bacará y descubre de nuevo a la mujer que salvó, cuyo nombre es Teresa di Vicenzo (Diana Rigg). Bond pretende pasar una noche con ella luego de salvarle la vida por segunda vez (ya que no podía pagar lo que perdió jugando al bacará) y a la mañana siguiente abandona el hotel, después de lo cual varios matones, entre ellos uno con el que se había encontrado la noche anterior al principio, llevan a Bond a la oficina de Marc Ange Draco (Gabriele Ferzetti), mafioso líder sindical de la Union Corsa y dueño de una constructora. Draco se entera de las hazañas con que Bond ha salvado a su hija Tracy di Vicenzo y le propone casarse con ella a cambio de descubrir el paradero de su archienemigo Ernst Stravro Blofeld (Telly Savalas), y Bond acepta pese a que solo quiere seguir su vida de soltero sabiendo que ella ha pasado por momentos difíciles. Después se dirige al cuartel del MI6, donde M lo releva de la misión de buscar a Blofeld: Bond le asegura que Blofeld ya está en sus manos, pero no consigue disuadir a su jefe de su decisión. Enojado, abandona la oficina de M, pide a Moneypenny que redacte su renuncia al MI6 y va  a su despacho para recoger sus objetos personales. Al salir se entera de que Moneypenny no redactó la renuncia, pero sí un permiso aceptado por M.
Bond se reúne con Tracy di Vicenzo y su padre Marc Ange Draco (quien cumplía años), y además de darle un millón de dólares este lo compromete con su hija. Bond estando enamorado por segunda vez domina a Tracy e inician una relación. Más tarde Bond, buscando información de Blofeld, llega a una pequeña oficina en Berna perteneciente a un abogado llamado Gebrüder Gumbold (James Bree), este sale de su oficina y Bond se infiltra en ella donde, ayudado por Shaun Campbell, (Bernard Horsfall), miembro de la constructora Draco y aliado del agente, logra robar documentos de su caja fuerte que vinculaban a Blofeld con el Colegio de Armas de Su Majestad y con un genealogista del mismo llamado Sir Hillary Bray: sirviéndose de una copiadora (la misma máquina que usó para abrir la caja fuerte) Bond logra copiar los documentos antes de que llegue Gumbold. Más tarde Bond se dirige a la residencia de M donde, en su despacho, le habla de los documentos: M exige a su agente que obedezca la orden de seguir fuera de la misión pero Bond lo convence mostrándole los documentos y al rato Bond se entrevista con Sir Hillary Bray (George Baker) quien, sabiendo de su misión, le pide suplantarlo para poder llegar a Blofeld mientras se iba de vacaciones, aprovechando también que ni Bray ni Blofeld se conocían personalmente.
Bond sigue el rastro de Blofeld hasta Suiza donde Blofeld, bajo la identidad de Conde Balthazar De Bleauchamp (título que pide al Colegio de Armas), dirige una clínica para investigación de alergias en Piz Gloria. Guiado por la asistente de Blofeld, Irma Bunt (Ilse Steppat) Bond llega a la clínica (aún vigilado por Campbell) donde mantiene su falsa identidad y gana confianza en las instalaciones del villano. Más tarde Bond llega a una pequeña sala donde varias hermosas mujeres, pacientes de la clínica, reciben con entusiasmo al supuesto genealogista. Bond descubre además que las pacientes han sido curadas de sus alergias a distintos alimentos y dos de ellas expresan interés hacia Bond: Ruby Barlett (Angela Scoular) y Nancy (Catherina von Schell). Bond es llevado con Blofeld quien asumiendo su identidad de conde recibe a Bond (creyendo que era Sir Hillary Bray) y le da documentos para que estudie sus ancestros y poder así asumir definitivamente el título nobiliario. Esa noche, además de estudiar los ancestros de Blofeld, Bond escapa de su habitación herméticamente cerrada para mantener un romance con Ruby, alegando prestarle un libro sobre heráldica, donde a la vez el agente se da cuenta de que Blofeld la hipnotiza con su voz grabada y llenando la habitación con luces de colores. Bond vuelve a su habitación sin ser visto donde mantiene otro romance, esta vez con Nancy. Al día siguiente Campbell, preocupado porque Bond no hubiese salido de la clínica, se acerca al teleférico donde le dicen que Piz Gloria es propiedad privada. Mientras Bond se encuentra con las chicas para jugar Curling, Campbell por su parte intenta escalar al Piz Gloria vestido como alpinista, pero es detenido por orden de Blofeld (cuyo soldado había reconocido a Campbell en el teleférico) y su equipo decomisado, Bond le pide a Blofeld viajar a Augsburg (donde Blofeld sería arrestado sin violar la soberanía suiza) para investigar a sus ancestros y secretamente promete a Ruby y a Nancy verse con ellas en la noche en distinta hora ya que las mujeres abandonarían la clínica. 
Esa noche Bond entra a la habitación de Ruby pero encuentra a Bunt quien junto con un guardia secuestran a Bond, quien al rato despierta en la oficina de Blofeld quien había reconocido su identidad ya que comúnmente el verdadero Sir Hillary no coquetea con mujeres, hace a la perfección su trabajo y sabe que los ancestros de Blofeld están enterrados en otro sitio. Blofeld confiesa que su clínica entrena mujeres a las que llama "Ángeles de la Muerte" para dispersar un virus capaz de extinguir plantas y animales necesarios para la economía del mundo y así presionar a la ONU haciéndole  pagar un enorme rescate para evitar una guerra biológica y que mantendrá al agente como rehén para demostrar que sus intenciones son serias. Bond es llevado al cuarto de máquinas del teleférico y Blofeld le muestra al agente el cadáver colgante de Campbell. Mientras tanto las chicas descubren que Blofeld les ha dado regalos, los cuales contienen cosméticos, un frasco de perfume con el virus y un pequeño radio para que obedeciesen la voz de Blofeld y dispersaran el virus. Bond con dificultad logra salir del cuarto y entrar de nuevo a la clínica y observa el proceso planeado por Blofeld quien con su voz da las instrucciones de como usar el "regalo". Bond baja al primer piso donde neutraliza a un guardia y escapa del edificio en el armario de esquís. Los guardias percatarse del escape se dan a la persecución de Bond junto con Blofeld. Con dificultad Bond neutraliza a algunos guardias y luego llega Lauterbrunnen donde intenta eludir todavía más a Irma Bunt y varios guardias que lo buscaban, Bond se encuentra con Tracy quien lo ayuda a escapar pero no logra eludir todavía la persecución.
Confiados en que les habían perdido el rastro, Tracy da tiempo a Bond para que contactase a M en Londres pero es interceptado por los secuaces de Blofeld y tras otra persecución, Bond y Tracy los pierden en medio de una carrera de coches y con dificultad logran salir de la carrera dejando el coche de Bunt y sus secuaces en llamas, aunque con estos escapando. Bond y Tracy continúan pero tras una tormenta de nieve se esconden en un pequeño granero donde pasan la noche y Bond le promete buscar otro trabajo y le propone matrimonio y Tracy acepta. Al día siguiente los secuaces de Blofeld llegan al granero para ver que Bond y Tracy habían escapado, ellos huían esquiando en un momento efímeramente romántico; Blofeld y sus soldados los perseguían y Bond y Tracy huyen hasta un punto peligroso de avalanchas donde el villano provoca un gran alud que entierra a Bond y a su prometida. Convencido de haber matado a Bond, Blofeld toma a Tracy como rehén. M desde su oficina recibe una llamada de su informante en la ONU donde le alerta que las naciones accederán a darle amnistía, indulto y reconocimiento de su título de conde para dentro de dos días, Bond pide a M ir a Piz Gloria y destruir el complejo, pero M se niega diciendo que la operación había terminado. Bond no se queda de brazos cruzados y llama a Draco para organizar una operación para rescatar a Tracy y vencer a Blofeld. 
Bond y Draco llegan a Piz Gloria camuflados desde helicópteros de la Cruz Roja mientras que Blofeld le ofrece a Tracy todo para conquistarla, con cazas persiguiendo a los helicópteros de Draco. Tracy reconoce la voz de su padre y conlleva a Blofeld a que la lleve al comedor  para ver como los helicópteros bombardeaban el complejo de Blofeld, Tracy por su parte se enfrenta a Gunther (Yuri Borienko), un guardia de Blofeld y difícilmente logra vencerlo y Draco saca a Tracy de la batalla. Bond logra destruir el centro con la ayuda de Draco y se da a la persecución de Blofeld una vez destruye el complejo. Blofeld huye hacia un bobsled de carreras en una batalla a muerte con Bond, cuando este se enfrasca en una pelea en el mismo bobsled y Blofeld queda colgando del cuello en un árbol, aparentemente rompiéndose el cuello, y Bond supone que ha acabado con su enemigo.
Unos días después Bond y Tracy se casan, Q le desea lo mejor a Bond y M y Draco sostienen una pequeña entrevista. Bond se despide de Monneypenny para ir a su luna de miel, pero finalizando la fiesta de bodas en plena carretera cuando discutían cuántos hijos tendrían y Bond quitaba las flores del coche, la ayudante de Blofeld Irma Bunt lanza una ráfaga de metralla contra Bond y Tracy desde un coche manejado por su jefe, quien lleva un collarín cervical. Bond, que planeaba ir tras Blofeld, descubre que Tracy ha muerto a  causa de los disparos y decide tener en sus brazos a su esposa muerta a la vez que le dice a un policía de tránsito que pasaba por el lugar que ella solo está descansando.

## Reparto
- George Lazenby - James Bond, agente secreto de MI6, nombre clave 007.
- Diana Rigg - Condesa Teresa 'Tracy' di Vicenzo, luego Tracy Bond, una condesa vulnerable e hija de Marc-Ange Draco, que captura el corazón de Bond.
- Telly Savalas - Ernst Stavro Blofeld (también conocido como Conde Balthazar de Bleuchamp), némesis de Bond, líder de SPECTRE y en la clandestinidad.Telly Savalas en el lugar del rodaje.

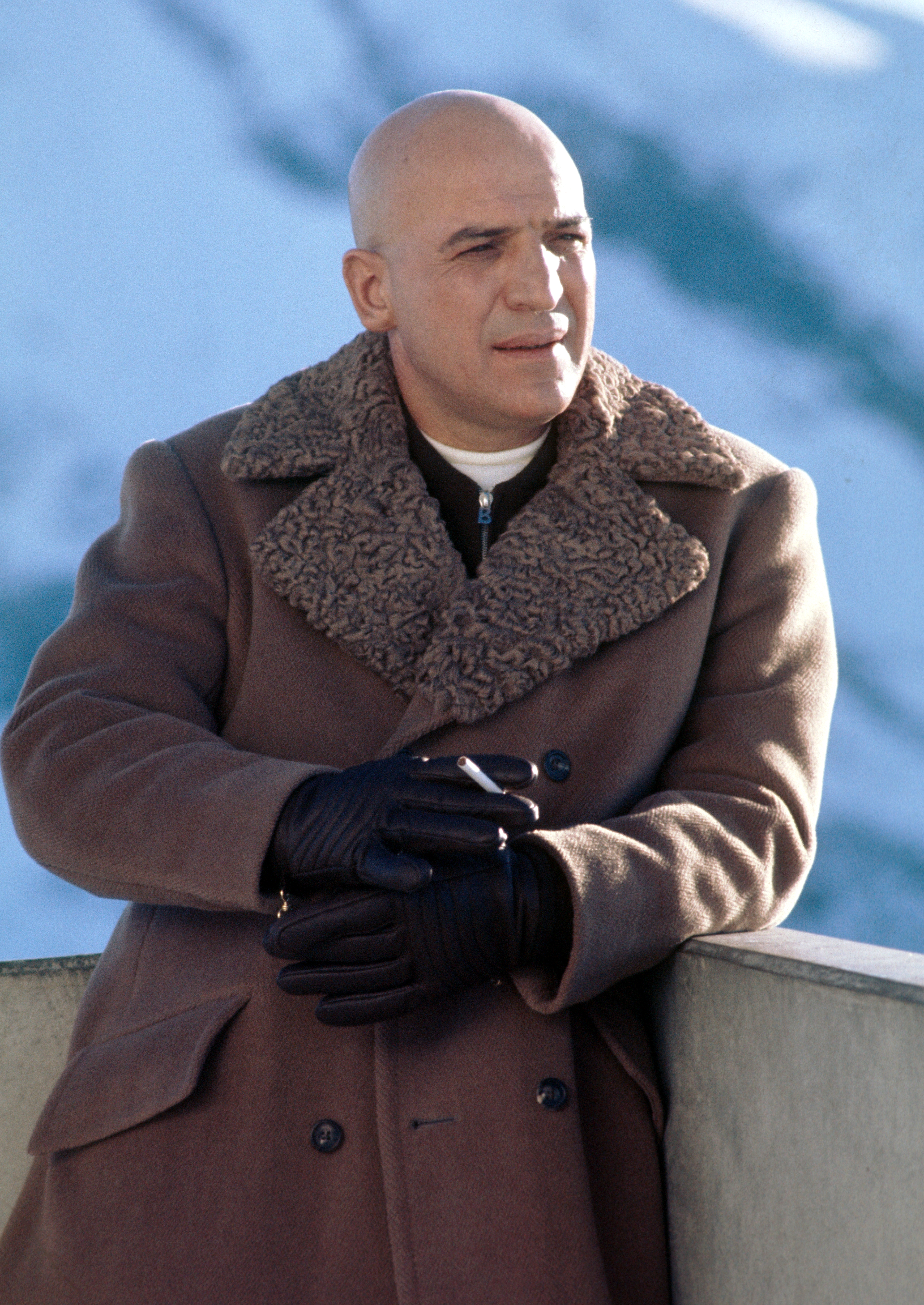
Telly Savalas en el lugar del rodaje.

- Gabriele Ferzetti - Marc-Ange Draco, Jefe de la Unión Corsa, un importante sindicato del crimen y el padre de Tracy.
- Ilse Steppat - Irma Bunt, secuaz de Blofeld que ayuda en los intentos de eliminar a Bond.
- Lois Maxwell - Miss Moneypenny, secretaria de M.
- George Baker - Sir Hilary Bray, varonés, genealogista y heraldista en el College of Arms de Londres por el que se hace pasar Bond en Piz Gloria. Baker también fue la voz de Bond mientras suplantaba a Bray.
- Bernard Lee - M, director del Servicio Secreto Británico.
- Bernard Horsfall - Shaun Campbell, colega de 007 que intenta ayudar a Bond en Suiza como parte de la Operación Bedlam, antes de ser asesinado por Blofeld o sus secuaces cuando Bond es desenmascarado como agente.
- Desmond Llewelyn - Q, jefe del departamento técnico de MI6.
- Yuri Borienko - Grunther, el brutal jefe de seguridad de Blofeld en Piz Gloria.
- Virginia North - Olympe, amante de Draco. Nikki van der Zyl dobló la voz para el personaje.
- Geoffrey Cheshire - Toussaint, uno de los matones de Draco que se une al asalto de Piz Gloria.
- Irvin Allen - Che Che, guardaespaldas de Tracy que lucha contra James Bond, pero luego sirve como aliado.Irvin Allen y George Lazenby.
- Terry Mountain - Raphael
- James Bree - Gebrüder Gumbold
- John Gay - Hammond

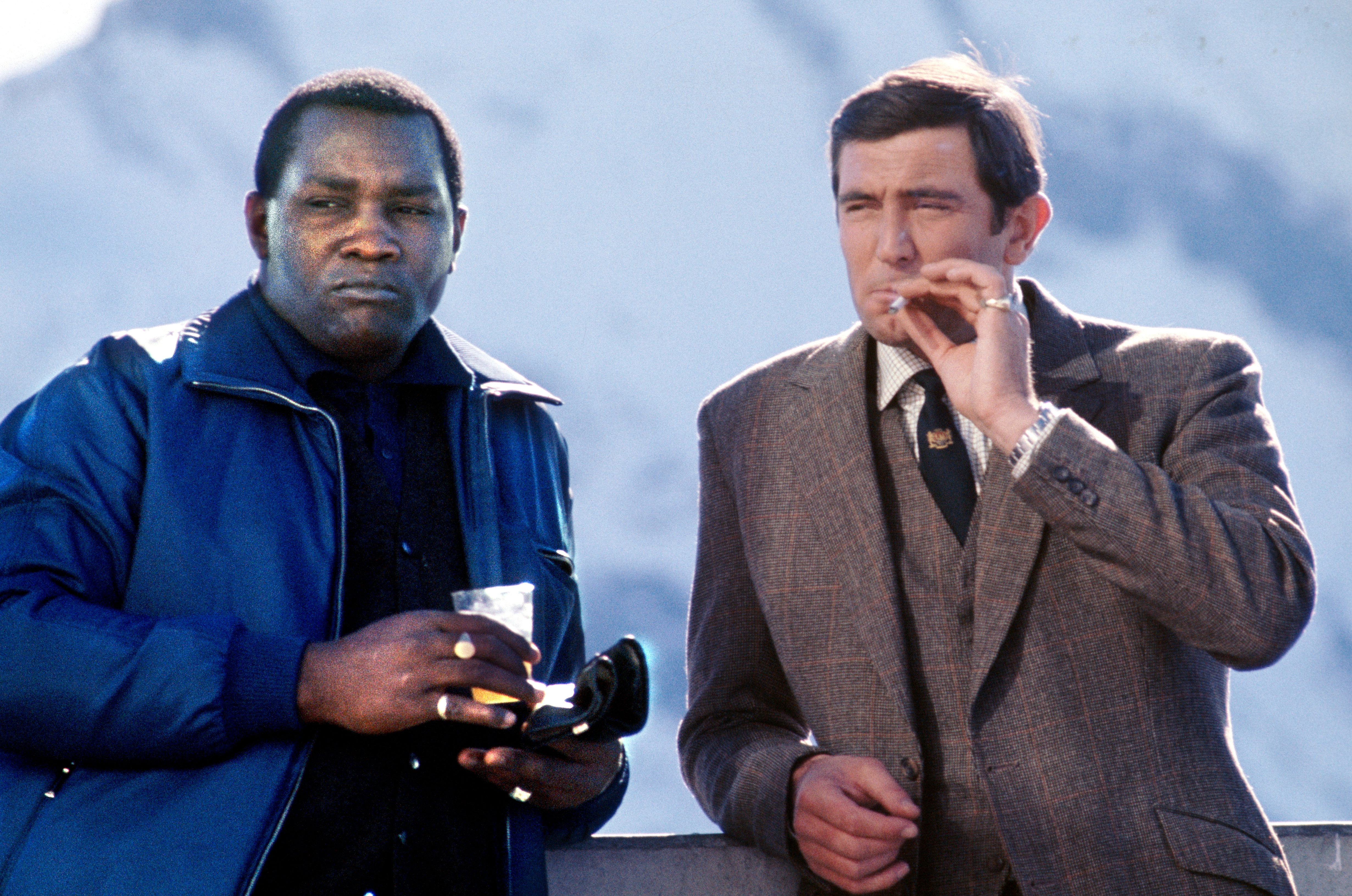
Irvin Allen y George Lazenby.

- Brian Worth - Manuel (no acreditado)
- Bessie Love - jugadora de bacarrá (no acreditada)

### Ángeles de la Muerte de Blofeld

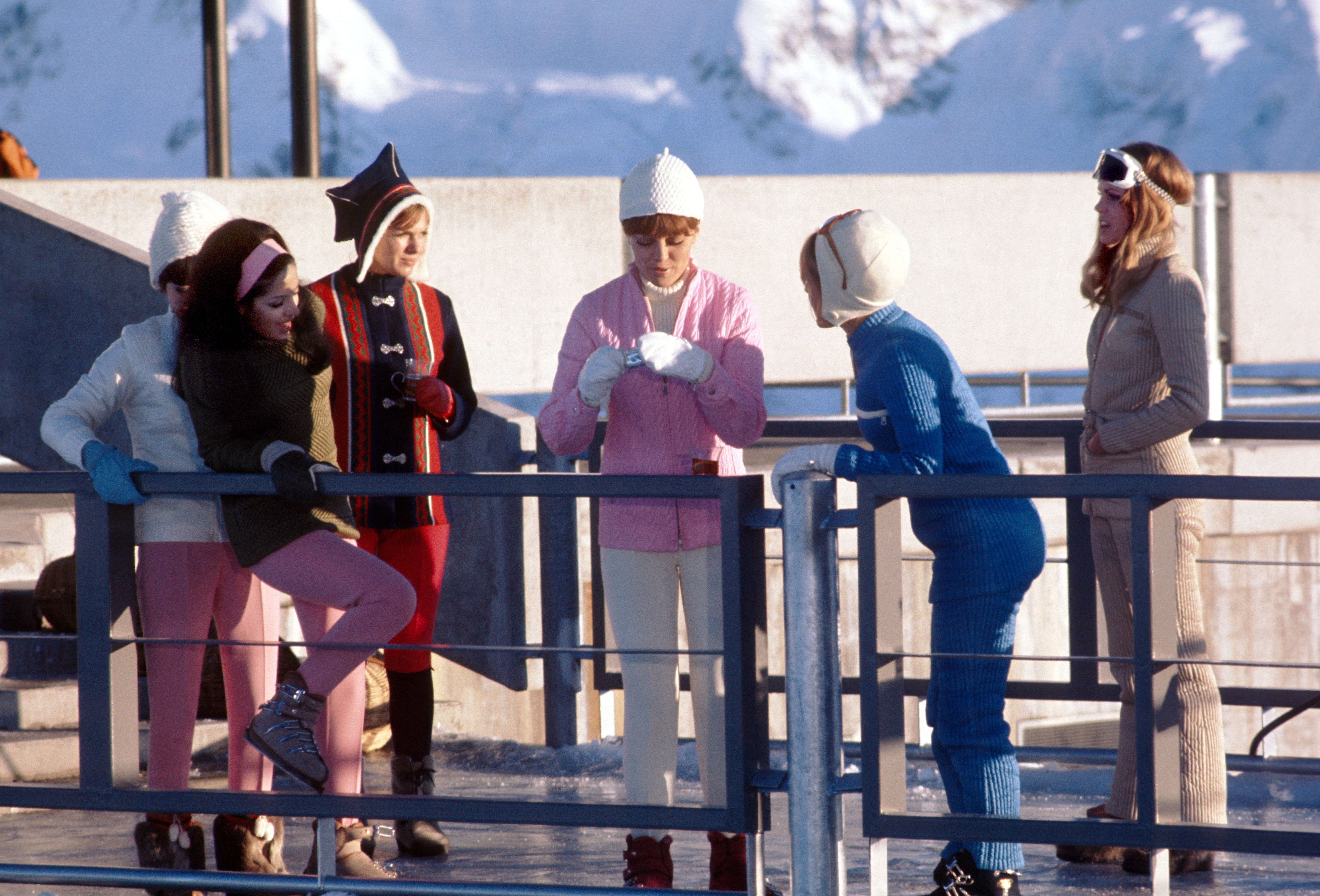
Algunos de los "Ángeles de la Muerte" en Piz Gloria durante la fotografía principal. De izquierda a derecha: Mona Chong, Zaheera, Julie Ege, Jenny Hanley, Anouska Hempel, Joanna Lumley.

Los Ángeles de la Muerte son doce hermosas mujeres de todo el mundo a las que Blofeld les lava el cerebro con el pretexto de un tratamiento para la alergia o la fobia para propagar el Virus Omega. Varios aparecieron en los estilos representativos de vestimenta de su nación en particular. Su misión involuntaria es ayudar a Blofeld a contaminar y finalmente esterilizar el suministro de alimentos del mundo.
- Angela Scoular - Ruby Bartlett (Windsor en la novela), una chica inglesa en la clínica que sufre de alergia al pollo,[4] a quien Bond seduce. Scoular también interpretó a Buttercup en la comedia de 1967 Casino Royale.
- Catherina von Schell - Nancy, una chica húngara en la clínica con la que Bond también se acuesta. Alérgica a la papa.
- Julie Ege - Chica escandinava. Alérgica al pescado.[5]
- Mona Chong - Chica china. Alérgica al arroz.
- Sylvana Henriques - Chica Jamaiquina. Alérgica al banano.
- Dani Sheridan - Chica Americana. Alérgica al cerdo.
- Joanna Lumley - Chica inglesa.[6]
- Zara - Chica India. Alérgica a las lentejas.[7][8]
- Anouska Hempel - Chica Australiana. Alérgica a la carne de res.
- Ingrit Back - Chica Alemana. Alérgica a los cítricos.
- Helena Ronee - Chica Israelí. Alérgica a los mariscos.
- Jenny Hanley - Chica Irlandesa. Alérgica al maíz.

| Personaje                | Actor             | Voz en español (México) |
| ------------------------ | ----------------- | ----------------------- |
| James Bond               | George Lazenby    | Víctor Trujillo         |
| Condesa Tracy Di Vicenzo | Diana Rigg        | Magdalena Leonel        |
| Ernst Stavro Blofeld     | Telly Savalas     | Víctor Alcocer (†)      |
| Marc-Ange Draco          | Gabriele Ferzetti | Federico Romano         |
| Irma Bunt                | Ilse Steppat      | Guadalupe Noel          |
| Sir Hillary Bray         | George Baker      | Jorge Santos            |
| Ruby Bartlett            | Angela Scoular    |                         |
| M                        | Bernard Lee       |                         |
| Q                        | Desmond Llewelyn  | Jorge Santos            |
| Miss Moneypenny          | Lois Maxwell      | Ángela Villanueva       |
| Grunther                 | Yuri Borienko     | Guillermo Coria         |
| Campbell                 | Bernard Horsfall  |                         |

Los productores del filme, probablemente subestimando la habilidad de Lazenby de cargar con todo el peso de la película, tomaron la inusual decisión de que George Baker doblara la voz de Lazenby en las partes en las que Bond estaba personificando al personaje de Baker, Sir Hillary Bray, en contraste en el doblaje hecho para México se siguió manteniendo la voz de Víctor Trujillo como Bond. Tiempo después se lanzó una versión fuertemente editada de la película para su transmisión para la cadena ABC en 1976 y en 1980. En esta versión la voz de Lazenby es doblada por otro actor. El filme abre con el escape de Bond de Piz Gloria y sigue de aquella sección de la película hasta la escena en la oficina de M después de la avalancha que resulta en la captura de Tracy por Blofeld. Posteriormente el filme completo es visto en forma de flashback.

## Producción
La novela Al servicio secreto de Su Majestad se publicó por primera vez después de que comenzara la serie de películas y contiene "una excavación suave sobre los dispositivos cinematográficos de Bond"; Broccoli y Saltzman originalmente tenían la intención de adaptar  Al servicio secreto de Su Majestad  después Goldfinger y Richard Maibaum trabajó en un guion en ese momento. Sin embargo, Thunderball fue filmada en cambio después de la disputa legal sobre la novela se resolvió entre Fleming y Kevin McClory. Al servicio secreto de Su Majestad sería la película siguiente, pero los problemas con un cálido invierno suizo y una capa de nieve inadecuada llevaron a Saltzman y Broccoli a posponer la película nuevamente, favoreciendo la producción de Sólo se vive dos veces.
Entre la renuncia de Sean Connery al inicio del rodaje de  Solo se vive dos veces  y su estreno, Saltzman había planeado adaptar El hombre de la pistola de oro en Camboya y contratar a Roger Moore como el próximo Bond, pero la inestabilidad política significó que la ubicación fuera descartada y Moore aun grababa otra temporada más de El Santo. Luego Sólo se vive dos veces fue estrenada en 1967, los productores retomaron una vez más con Al servicio secreto de Su Majestad.
Peter Hunt, que había trabajado en las cinco películas anteriores, había impresionado a Broccoli y Saltzman lo suficiente como para ganarse su debut como director, ya que creían que su rápido montaje había marcado el estilo de la serie; también fue el resultado de una promesa de larga data de Broccoli y Saltzman para un puesto de director. Hunt también solicitó el puesto durante la producción de Chitty Chitty Bang Bang, y trajo consigo a muchos miembros del equipo, incluido el director de fotografía Michael Reed. Hunt se centró en dejar su huella: "Quería que fuera diferente a cualquier otra película de Bond. Era mi película, no la de nadie más". Al servicio secreto de Su Majestad fue la única película  que dirigió Hunt en la serie.

### Guion
El guionista Richard Maibaum, quien había trabajado en todas las películas anteriores de Bond, excepto en la anterior, fue responsable del guion de Al servicio secreto de Su Majestad. Saltzman y Broccoli decidieron abandonar los artilugios de ciencia ficción de las películas anteriores y centrarse más en la trama como en Desde Rusia con amor. Peter Hunt pidió a Simon Raven escribir parte del diálogo entre Tracy y Blofeld en Piz Gloria, que iba a ser «más agudo, mejor y más intelectual»; una de las adiciones de Raven fue hacer que Tracy citara a James Elroy Flecker. Al escribir el guion, los productores decidieron hacer posible la adaptación más cercana del libro: prácticamente todo lo que sucede en la novela sucede también  en la película, y se informó que Hunt siempre entraba al set con una copia anotada de la novela.
Como el guion sigue la novela más de cerca que las otras adaptaciones cinematográficas de las novelas originales de Fleming, hay varios errores de continuidad debido a que las películas discurren por una secuencia diferente, como cuando Blofeld no reconoce a Bond pese a haber estado cara a cara con él en la película anterior, Sólo se vive dos veces. En el guion original, Bond se somete a cirugía plástica para disfrazarlo de sus enemigos; la intención era permitir que un Bond irreconocible se infiltrara en el escondite de Blofeld y, al mismo tiempo, eso ayudara al público a aceptar al nuevo actor en el papel. Sin embargo, esto se abandonó a favor de ignorar el cambio de actor.
Para que el público no olvidase que se trataba del mismo James Bond interpretado por otro actor, los productores insertaron muchas referencias a las películas anteriores, algunas en forma de bromas internas. Estas incluyen a Bond rompiendo la cuarta pared al decir «Esto nunca le pasó al otro tipo», haciendo así referencia al Bond de Connery aunque en el doblaje para Hispanoamérica solo dice «Esto jamás había pasado»; los créditos principales con imágenes de las entregas anteriores; Bond visitando su oficina y encontrando objetos del Dr. No, From Russia with Love y Thunderball; y un cuidador silbando el tema de Goldfinger. Maibaum dijo más tarde que pensaba que «Lazenby no era ideal para el papel», pero «era un guion maravilloso». En esta película Bond muestra su oficina en el cuartel general del MI6.

### Casting

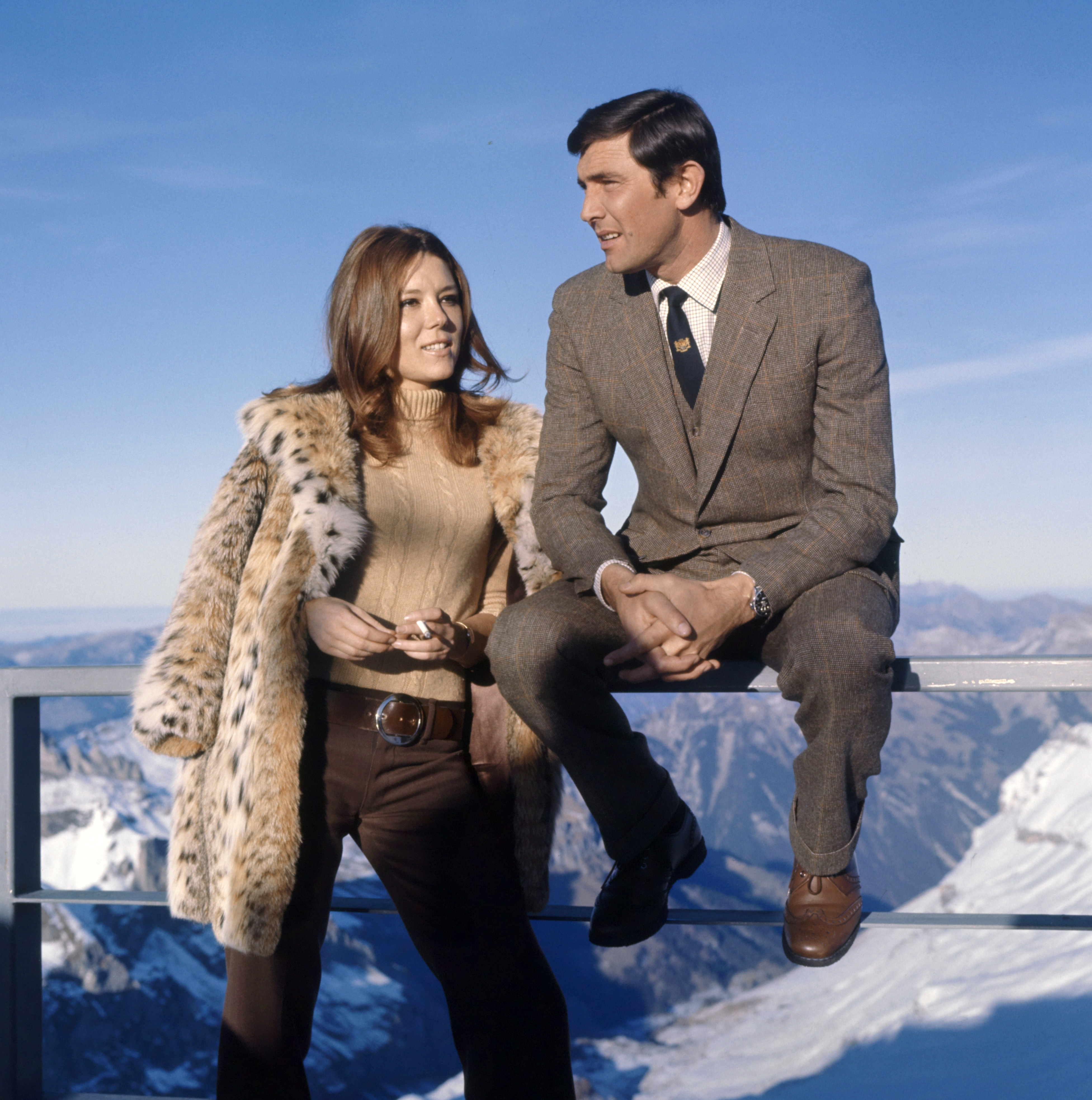
Diana Rigg y George Lazenby durante el rodaje.

En 1967, después de cinco exitosas películas, Sean Connery renunció del papel de James Bond y, durante el rodaje de "Sólo se vive dos veces", y sin hablarlo con Albert R. Broccoli. Los primeros considerados para el papel fueron el inglés John Richardson, el neerlandés Hans De Vries, el australiano Robert Campbell, el inglés Anthony Rogers y el australiano George Lazenby. Broccoli también se reunió con Terence Stamp para interpretar el papel, y también estaba interesado en la estrella emergente Oliver Reed pero decidió que ya tenía una imagen pública demasiado definida. Inicialmente Broccoli quería que Timothy Dalton fuese el sucesor de Connery tras ver su trabajo en la película El león en invierno, pero Dalton declinó la invitación pues creía que era demasiado joven para el papel y también bastante intimidado de seguir el legado dejado por Connery. Harry Saltzman consideró a Roger Moore para el papel pero no se encontraba disponible debido a que estaba atado contractualmente a la serie de televisión El Santo. Saltzman también consideró a Jeremy Brett para el papel, sin embargo Broccoli al final eligió a George Lazenby para el papel.
Broccoli y Hunt finalmente eligieron a Lazenby después de verlo en un comercial de Fry's Chocolate Cream. Lazenby vestía un traje en confeccionado en Savile Row (ordenado por Connery, pero no recogido por él) y un reloj Rolex Submariner, todo esto luego de un encuentro "accidental" con él en una peluquería en el Hotel Dorchester. Broccoli al ver que Lazenby tenía muchos de los elementos necesarios para el papel de Bond le ofreció la oportunidad para audicionar para el personaje. La posición se consolidó cuando Lazenby golpeó accidentalmente un luchador profesional, quien actuaba como coordinador de dobles, en la cara, impresionando a Broccoli con su capacidad para mostrar agresividad. A Lazenby se le ofreció un contrato por siete películas; sin embargo, fue convencido por su agente Ronan O'Rahilly que el agente secreto y su smoking serían arcaicos en la liberada década de 1970 y, como resultado, Lazenby dejó la serie después del lanzamiento de Al servicio secreto de Su Majestad en 1969.
Para el papel de la condesa Teresa Di Vicenzo; Tracy Bond, los productores querían una actriz consagrada para contrastar con el neófito Lazenby. Brigitte Bardot fue invitada (aun cuando se consideraba a Connery para el papel de Bond), pero después de que ella firmó para aparecer en Shalakp, irónicamente, coprotagonizada con Sean Connery, el trato fracasó, y Diana Rigg—quien antes había interpretado a la popular heroína Emma Peel en la serie, Los vengadores—fue la escogida. Rigg dijo que una de las razones para aceptar el papel fue que ella siempre quiso estar en una película épica. Telly Savalas fue elegido siguiendo una sugerencia de Broccoli, y el vecino de Hunt, George Baker a quien se le ofreció el papel de Sir Hilary Bray. Baker prestó su voz para Lazenby quien personificaba a Bray, ya que Hunt consideró que la imitación de Lazenby no era lo suficientemente convincente. Gabriele Ferzetti fue elegido como Draco después de que los productores lo vieron en la película italiana We Still Kill the Old Way, pero el fuerte acento italiano de Ferzetti también llevó a que su voz fuera doblada por el actor inglés David de Keyser en la edición final.

### Rodaje

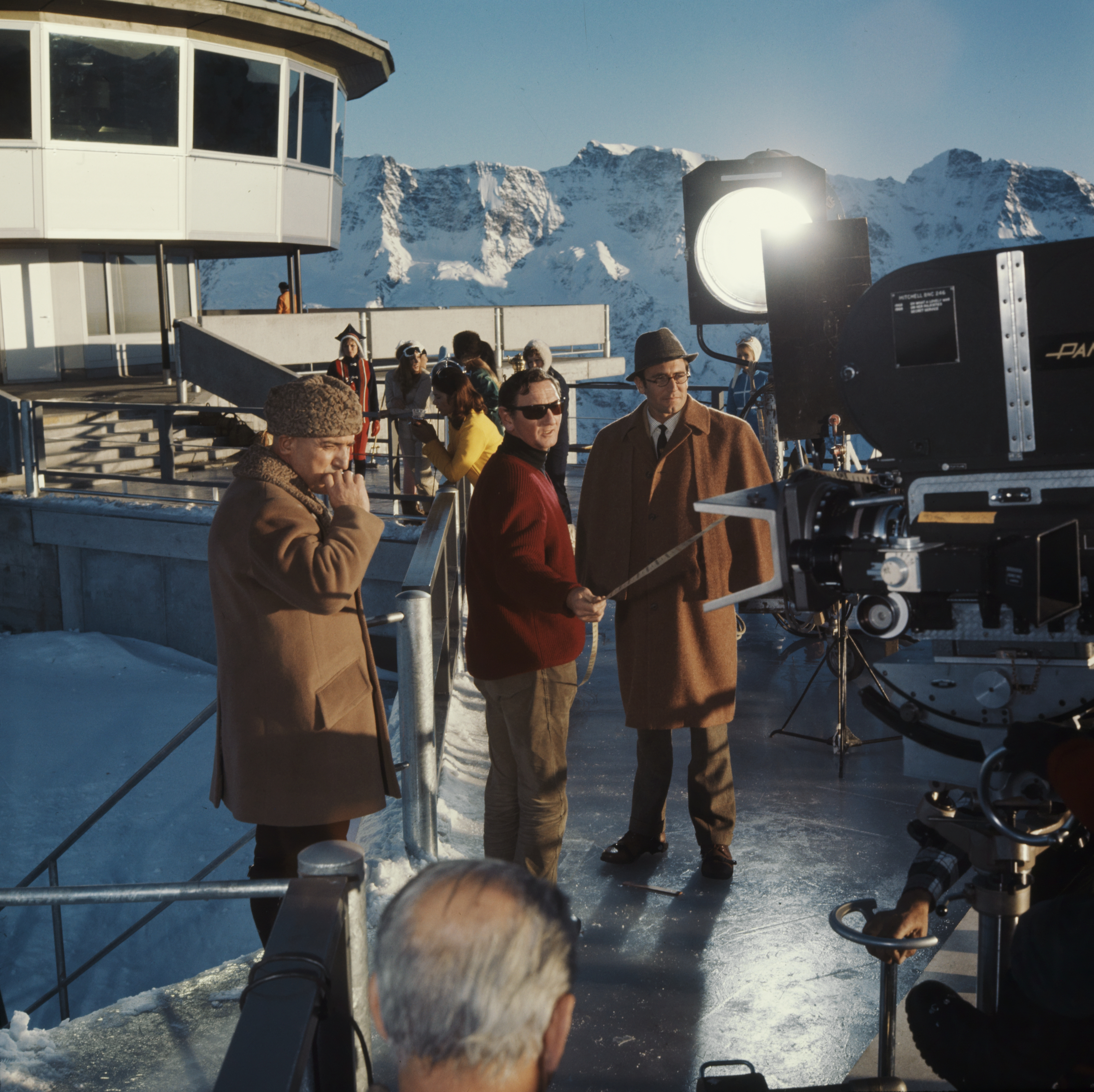
Rodaje de la película en Piz Gloria, Suiza

La fotografía principal inició en el Cantón de Berna, Suiza, el 21 de octubre de 1968, con la primera escena filmada siendo una vista aérea de Bond subiendo las escaleras del retiro de montaña de Blofeld para encontrarse con las chicas. Las escenas se rodaron en el restaurante giratorio Piz Gloria, ubicado en lo alto del Schilthorn, cerca del pueblo de Mürren. La ubicación fue encontrada por el gerente de producción Hubert Fröhlich después de tres semanas de búsqueda de locaciones en Francia y Suiza. El restaurante todavía estaba en construcción, pero los productores encontraron la ubicación interesante, y tuvo que financiar el suministro de electricidad y el teleférico para hacer posible el rodaje. La primera escena de persecución en los Alpes se rodó en Schilthorn y la segunda en Saas-Fee, mientras que las celebraciones navideñas se filmaron en Grindelwald y algunas escenas se rodaron en locaciones de Berna. La producción se vio obstaculizada por una nevada débil que fue desfavorable para las escenas de acción de esquí, por primera vez que se incorporado a las películas de Bond. Los productores incluso consideraron mudarse a otro lugar en Suiza, pero fue tomado por la producción de Downhill Racer. El rodaje suizo terminó con 56 días de retraso. En marzo de 1969, la producción se trasladó a Inglaterra, a los Pinewood Studios de Londres que se utilizaron para el rodaje de interiores, y la casa de M se rodó en Marlow, Buckinghamshire. En abril, los realizadores fueron a Portugal, donde la fotografía principal terminó en mayo. Las escenas costeras y hoteleras pre-créditos fueron filmadas en el Hotel Estoril Palacio en Estoril y la playa Guincho, Cascais, mientras que Lisboa se utilizó para la reunión de Bond y Tracy, y el final empleó una carretera de montaña en el Parque natural de la Arrábida cerca de Setúbal. Harry Saltzman quería que las escenas portuguesas estuvieran en Francia, pero después de buscar allí, Peter Hunt consideró que las ubicaciones no solo no eran fotogénicas, sino que ya estaban "sobreexpuestas".

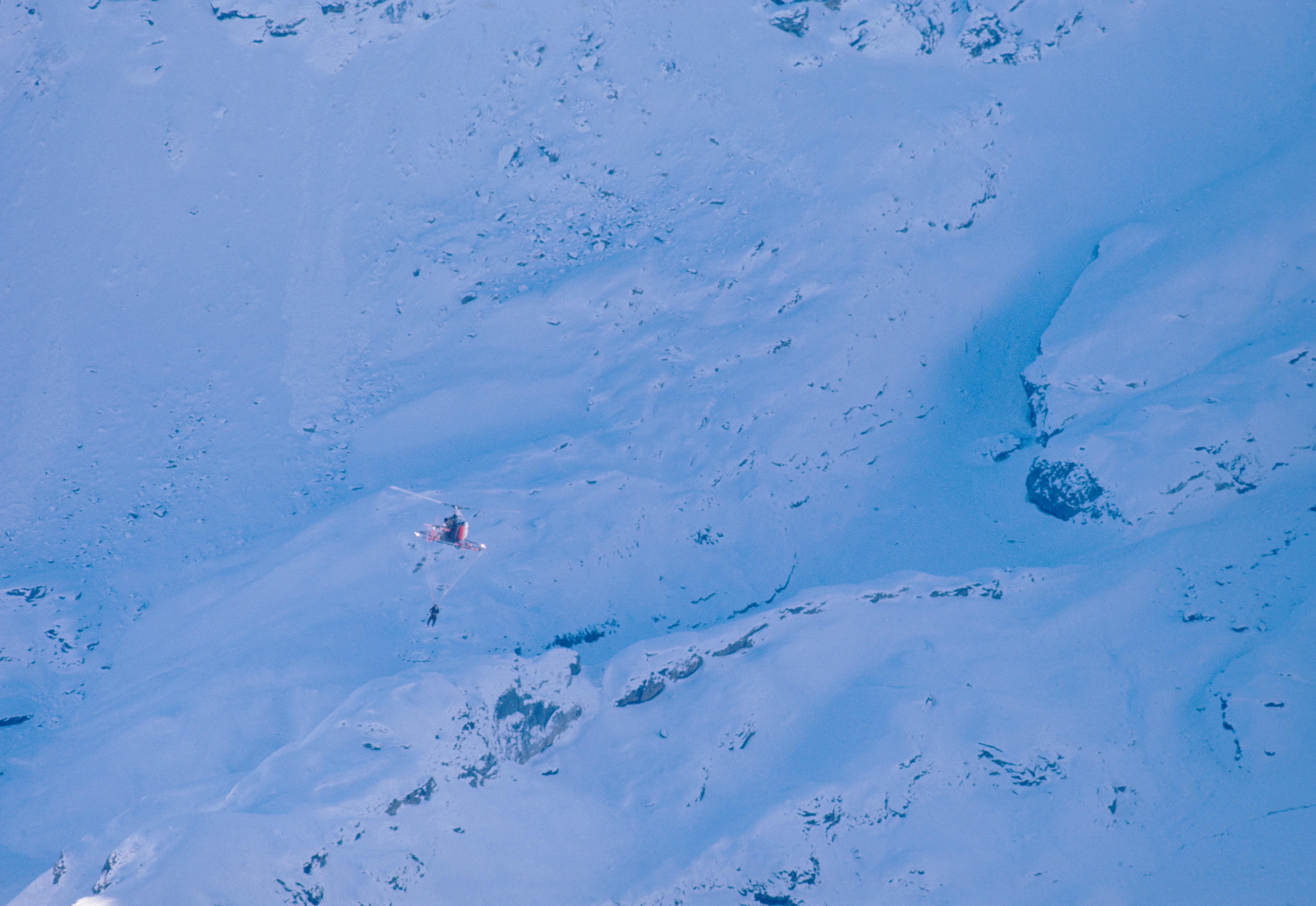
El camarógrafo Johnny Jordan colgando de un helicóptero.

Mientras la primera unidad disparaba contra Piz Gloria, la segunda unidad, liderada por John Glen, comenzó a filmar las persecuciones de esquí. El esquí alpino involucró a esquiadores profesionales y varios trucos de cámara. Algunas cámaras eran portátiles, con los operadores sosteniéndolas mientras iban cuesta abajo con los especialistas, y otras eran aéreas, con los camarógrafos Johnny Jordan, que había trabajado anteriormente en la batalla de helicópteros de Sólo se vive dos veces, desarrollando un sistema en el que estaba colgado. mediante un arnés de paracaídas de 18 pies (5,5 m) de largo debajo de un helicóptero, lo que permite filmar escenas en movimiento desde cualquier ángulo. La persecución del trineo también se filmó con la ayuda de atletas olímpicos suizos, y fue reescrito para incorporar los accidentes que sufrieron los especialistas durante el rodaje, como la escena en la que Bond cae del trineo. Blofeld fue atrapado con un árbol en el estudio por el propio Savalas, después de que el intento de hacer esto por parte del especialista en el lugar salió mal. Glen también fue el editor de la película, empleando un estilo similar al utilizado por Hunt en las películas anteriores de Bond, con cámara rápida en las escenas de acción y efectos de sonido exagerados.
Las escenas de la avalancha debían filmarse en cooperación con el ejército suizo, que anualmente usaba explosiones para evitar la acumulación de nieve causando avalanchas, pero el área elegida naturalmente fue sepultada justo antes de la filmación. El resultado final fue una combinación de una avalancha provocada por el hombre en un lugar aislado de Suiza filmado por la segunda unidad, material de archivo e imágenes creadas por el equipo de efectos especiales con sal. Los dobles fueron filmados más tarde, añadidos por efectos ópticos. Para la escena en la que Bond y Tracy chocan en una carrera de autos mientras son perseguidos, se construyó una pista de hielo sobre una pista de avión sin usar, con agua y nieve rociados constantemente. Lazenby y Rigg condujeron la mayor parte debido a la gran cantidad de primeros planos.
Para la cinematografía, Hunt apuntó a una "simple, pero glamorosa como las películas de Hollywood de los 50 con las que crecí", así como algo realista, "donde los decorados no parecen conjuntos". El director de fotografía Michael Reed agregó que tenía dificultades con la iluminación, ya que cada escenario construido para la película tenía un techo, lo que evitaba que los focos se colgaran desde arriba. Mientras filmaba, Hunt quería "los encuadres más interesantes posibles", que también se verían bien después de ser recortados para televisión.
Lazenby dijo que experimentó dificultades durante el rodaje, que no recibió ningún entrenamiento a pesar de su falta de experiencia como actor y que el director Hunt nunca se dirigió a él directamente, solo a través de su asistente. Lazenby también declaró que Hunt también le pidió al resto de la tripulación que se mantuviera a distancia de él, ya que "Peter pensaba que cuanto más solo estuviera, mejor sería como James Bond". Al parecer, también hubo conflictos de personalidad con Rigg, que ya era una estrella establecida. Sin embargo, según el director Hunt, estos rumores no son ciertos y no hubo tales dificultades, o fueron menores, y es posible que hayan comenzado con Rigg bromeando con Lazenby antes de filmar una escena de amor: "Oye, George, voy a comer ajo para almorzar".¡Espero que estes!" Hunt también declaró que por lo general tenía largas conversaciones con Lazenby antes y durante el rodaje. Por ejemplo, para rodar la escena de la muerte de Tracy, Hunt llevó a Lazenby al set a las 8 de la mañana y lo hizo ensayar todo el día ", y lo rompí hasta que estuvo absolutamente exhausto, y cuando lo rodamos a las cinco en punto estaba exhausto, y así fue como obtuve la actuación ". Hunt dijo que si Lazenby hubiera permanecido en el papel, también habría dirigido la película sucesora Diamonds Are Forever, y que su intención original había sido concluir la película con Bond y Tracy partiendo después de su boda, guardando el asesinato de Tracy para la secuencia previa a los créditos de Diamonds Are Forever. La idea fue descartada después de que Lazenby renunciara al papel.
Al Servicio Secreto de Su Majestad fue la película de Bond más larga hasta Casino Royale estrenada en 2006. Aun así, se eliminaron dos escenas de la edición final: Irma Bunt espiando a Bond mientras compra un anillo de bodas para Tracy, y una persecución por los tejados de Londres y el sistema ferroviario subterráneo  del Correo Real después de que se oyera la conversación de Bond con sir Hilary Bray a la que se le hace una pequeña mención en un periódico leído por Campbell cuando Bond llega a Suiza.

#### Localizaciones del Filme
- Londres, Reino Unido
- Lisboa, Portugal
- Berna, Suiza
- Piz Gloria, Suiza

#### Localizaciones del Rodaje
- Pinewood Studios, Reino Unido
- Londres, Reino Unido - Exterior de Universal Exports y el Colegio de Armas
- Marlow, Reino Unido - Exterior de la casa de M conocida como Quarterdeck.
- Piz Gloria, Suiza - Cuartel General de Blofeld en los Alpes
- Berna, Suiza - Oficinas de Gunbold y escenas en la ciudad
- Lauterbrunnen, Suiza - varias escenas de acción en los Alpes
- Grindelwald, Suiza - Escenas del festival navideño
- Lisboa, Portugal - Bond y Tracy en el parque
- Estoril, Portugal - Escenas Pre-créditos y Palacio Estoril Hotel (Rua do Parque)
- Playa de Guincho, cerca de Cascais, Portugal - Escenas Pre-créditos
- Da Vinho Estate, Zambujal, Portugal - Casa de Draco, escena de la fiesta de cumpleaños

### Banda sonora

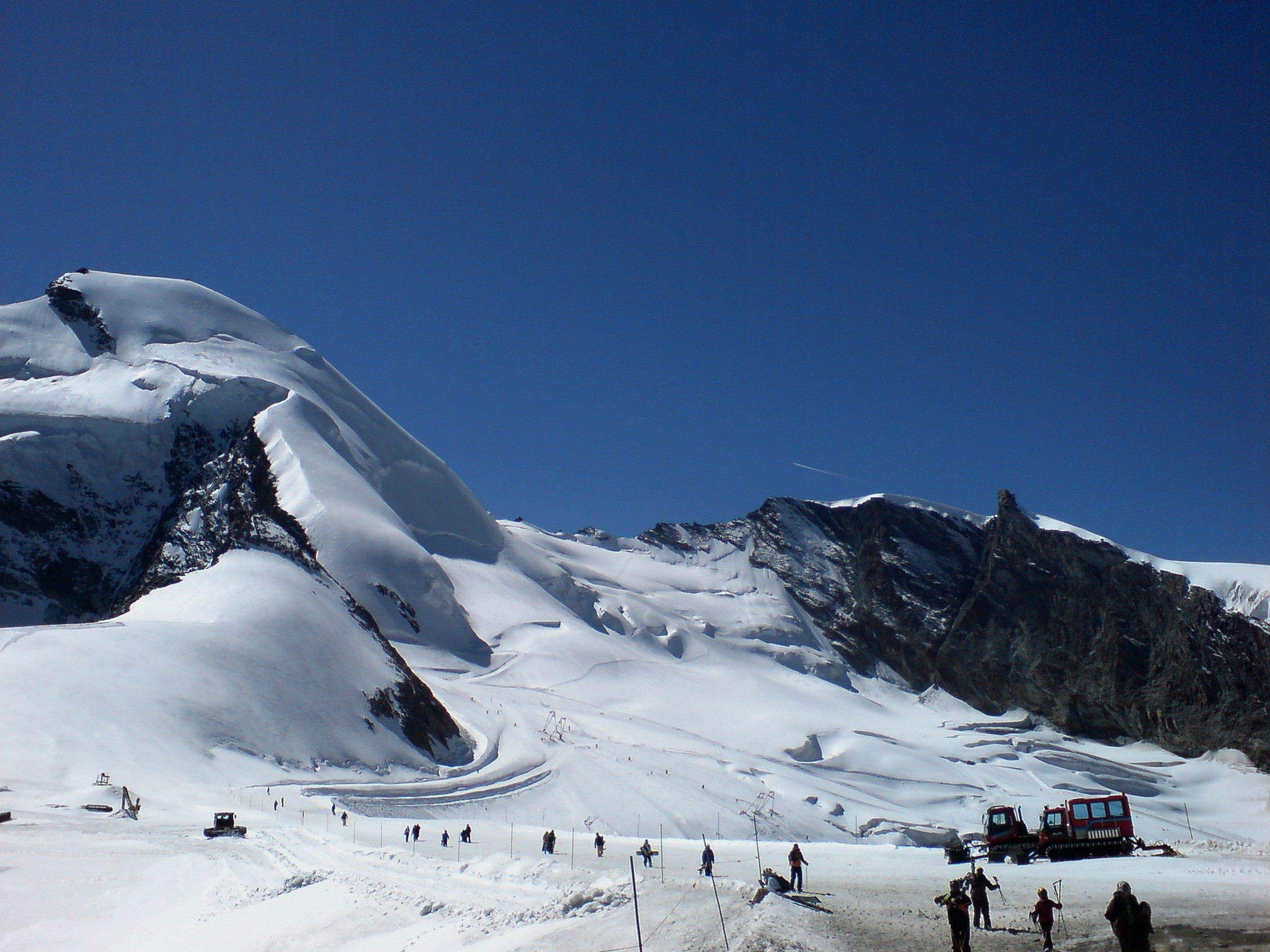
Las pistas del area Saas Fee en el que se rodaron las secuencias de esquí.

La banda sonora de Al servicio secreto de Su Majestad ha sido llamada "quizás la mejor banda sonora de la serie". Fue compuesta, arreglada y dirigida por John Barry; fue su sexta película de Bond consecutiva. Barry optó por usar más instrumentos electrónicos y un sonido más agresivo en la música: "Tengo que clavar mi remo en el área musical con el doble de fuerza para que el público intente olvidar que no tienen a Sean... ser Bondian más allá de Bondian".
Barry sintió que sería difícil componer un tema musical con el título "Al servicio secreto de Su Majestad" a menos que estuviera escrito de forma operística, al estilo de Gilbert and Sullivan. Leslie Bricusse había considerado la letra de la canción principal pero el director Peter R. Hunt permitió un tema de título instrumental en la tradición de las dos primeras películas de Bond. El tema se describió como "uno de los mejores títulos principales, un monstruo sin palabras con sintetizador Moog, apto para esquiar a una velocidad vertiginosa o bailar con el mismo abandono".
Barry también compuso la canción de amor "We Have All the Time in the World", con letra de Hal David, letrista habitual de Burt Bacharach, cantada por Louis Armstrong. El tema se escucha durante el montaje de cortejo de Bond-Tracy, que une la fiesta de cumpleaños de Draco en Portugal y el robo de Bond en la oficina legal de Gebrüder Gumbold en Berna, Suiza. Barry recordó que Armstrong estaba muy enfermo, pero grabó la canción en una sola toma. Armstrong, sin embargo, hizo algunas grabaciones adicionales en 1970 y 1971. La canción fue relanzada en 1994, logrando la posición número tres durante un período de 13 semanas en las listas de éxitos del Reino Unido.
Barry y David también escribieron otras dos canciones para la película, ambas interpretadas por la cantante danesa Nina. Uno, titulado "Do You Know How Christmas Trees Are Grown?", Apareció en la película en varias escenas. El otro, "The More Things Change", fue grabado por Nina en la misma sesión, pero no terminó en la película terminada. En cambio, apareció como la cara B del sencillo británico de "Do You Know How Christmas Trees Are Grown?" y una versión instrumental apareció en el LP de John Barry de 1970 Ready When You Are J.B..
El tema, "Al servicio secreto de Su Majestad", se utiliza en la película como un tema de acción alternativo al "Tema de James Bond" de Monty Norman, como con los temas anteriores de "007" de Barry. "On Her Majesty's Secret Service" fue versionada en 1997 por el grupo británico de big beat Propellerheads para el álbum Shaken and Stirred. El orquestador de Barry, Nic Raine, grabó un arreglo de la secuencia de la fuga de Piz Gloria y apareció como tema en los tráileres de Los Increíbles la película animada de Pixar de 2004 dirigida por Brad Bird. Barry fue la primera opción para hacer la banda sonora de Los Increíbles. Sin embargo, se negó a hacer la partitura porque no deseaba reproducir el sonido de su trabajo anterior.
Nota: Los temas del 12 al 21 solo aparecen la banda sonora del 2003
- 1. We Have All the Time in the World — Louis Armstrong
- 2. This Never Happened to the Other Feller
- 3. Try
- 4. Ski Chase
- 5. Do You Know How Christmas Trees Are Grown? - Nina
- 6. Main Theme — On Her Majesty's Secret Service
- 7. Journey to Blofeld's Hideaway
- 8. We Have All the Time in the World
- 9. Over and Out
- 10. Battle at Piz Gloria
- 11. We Have All the Time in the World — James Bond Theme
- 12. Journey to Draco's Hideaway
- 13. Bond and Draco
- 14. Gumbold's Safe
- 15. Bond Settles In
- 16. Bond Meets The Girls
- 17. Dusk at Piz Gloria
- 18. Sir Hillary's Night Out (Who Will Buy My Yesterdays?)
- 19. Blofeld's Plot
- 20. Escape From Piz Gloria
- 21. Bobsled Chase

## Estreno y recepción
La película fue lanzado el 18 de diciembre de 1969 con su estreno en el Odeon Leicester Square en Londres. La secuencia de la avalancha en la película se había grabado en estéreo y Odeon instaló un nuevo sistema de altavoces para resaltar el efecto.
Lazenby apareció en el estreno con barba, luciendo "muy poco parecido a Bond", según el Daily Mirror. Lazenby afirmó que los productores habían tratado de persuadirlo de que se afeitara para parecer Bond, pero para entonces ya había decidido no hacer otra película de Bond y rechazó la idea. La barba y el pelo largo hasta los hombros que la acompaña "tensaron su ya frágil relación con Saltzman y Broccoli".
Debido a que Lazenby había informado a los productores que Al servicio secreto de Su Majestad iba a ser su única aparición como Bond y debido a la falta de dispositivos utilizados por Bond en la película, se produjeron pocos artículos de mercadería para la película, aparte de la banda sonora y una edición cinematográfica del libro. Los que se produjeron incluyeron varios Corgi Toys, incluido el Mercury Cougar de Tracy (1969), el Volkswagen de Campbell y dos versiones del bobsleigh, una con el logotipo 007 y otra con el logotipo de Piz Gloria. Al Servicio Secreto de Su Majestad fue nominado para un solo premio: George Lazenby fue nominado en la categoría Actor Nueva Estrella del Año - en la ceremonia del Globo de Oro de 1970, perdiendo ante Jon Voight.

### Taquilla
La película encabezó la taquilla de Estados Unidos cuando se estrenó con una recaudación de $ 1.2 millones para la semana. Fue la película más taquillera en enero de 1970. La película cerró su carrera de taquilla con £750,000 en el Reino Unido (la película más taquillera del año), $64.6 millones a nivel mundial, la mitad del total bruto de la anterior entrega, pero sigue siendo una de las películas más taquilleras de 1969. Fue una de las películas más populares de Francia en 1969, con 1.958.172 espectadores. No obstante, este fue una descenso considerable de la taquilla obtenida de Sólo se vive dos veces. Después de los relanzamientos, la taquilla total fue de $82,000,000 en todo el mundo.

### Críticas contemporáneas
La mayoría de los comentarios eran críticos de cualquiera hacia la película, Lazenby, o ambos, mientras que la mayoría de las críticas contemporáneas en la prensa británica se refiere a George Lazenby en algún momento como "The Big Fry", una referencia a su actuación anterior en los anuncios de Fry's Chocolate. Derek Malcolm del diario The Guardian fue desdeñoso con la actuación de Lazenby, diciendo que él "no es un buen actor y aunque nunca pensé que Sean Connery fuera tan elegante tampoco, hay momentos en los que uno anhela un poco de su estilo louche". A pesar de todas las críticas a Lazenby, sin embargo, Malcolm dice que la película fue "bastante divertida en la forma familiar de hacer girar el dinero". Tom Milne, escribió en The Observer fue aún más mordaz, diciendo que "Yo... confío fervientemente en (OHMSS) será la última de las películas de James Bond. Todas las rarezas, excentricidades y artilugios agradables de las películas anteriores se han perdido de alguna manera, dejando un rastro de rutina a través del cual el nuevo James Bond avanza sin signos notables de animación ".
Donald Zec en el Daily Mirror fue igualmente condenatorio para las habilidades de actuación de Lazenby, comparándolo desfavorablemente con Connery: "Se ve incómodo en el papel como un tamaño de cuatro pies en una botas de goma de tamaño diez". En otra comparación desfavorable de Lazenby con Connery, Gene Siskel del Chicago Tribune comentó que "no ocupa el lugar de Sean Connery, Aston Martin, o pantalones elásticos. El nuevo 007 es más juvenil y, en consecuencia, menos hombre. No pide comida con el mismo entusiasmo y, en general, carece de la sonrisa de satisfacción que Connery mantuvo con él y transmitió a su audiencia ". A. H. Weiler del The New York Times también se opuso a Lazenby, diciendo que "Lazenby, si no un Bond espurio, es simplemente un reemplazo casual, agradable y satisfactorio".
Zec fue más amable con la coprotagonista de Lazenby, diciendo que "hay estilo en la actuación de Diana Rigg y sospecho que la última escena que saca algo de una actuación de Lazenby le debe mucho a su sedosa experiencia". Siskel también escribió que Rigg "está bien elegida para interpretar a la chica, pero la perdemos durante aproximadamente una hora en la película, solo para que regrese en un lugar y un momento muy inverosímiles".
Uno de los pocos partidarios de Lazenby entre los críticos fue Alexander Walker en el Evening Standard de Londres quien dijo que "La verdad es que George Lazenby es casi tan buen James Bond como el hombre al que en su película se refiere como 'el otro'. La voz de Lazenby es más suave que sexy-siniestra y podría pasar por el gemelo del otro. en el lado oscuro del casino. Bond ahora definitivamente está listo para los años setenta ". Judith Crist de la revista New York también encontró que el actor es un punto fuerte de la película, afirmando que "esta vez hay menos suavidad y una musculatura y masculinidad sensata en el papel a través del apuesto Sr. Lazenby".
La crítica de cine feminista Molly Haskell también escribió una reseña de aprobación de la película en The Village Voice: “En un mundo, una industria y, en particular, un género que valora sobre todo el producto nuevo y mejorado, es nada menos que milagroso ver una película que se atreve a retroceder, un artefacto tecnológico que noblemente se ha deteriorado hasta convertirse en un ser humano. Hablo del nuevo y obsoleto James Bond, interpretado por un hombre llamado George Lazenby, que parece más cómodo con un esmoquin mojado que con un martini seco, más a gusto como genealogista donnish que leyendo (o jugando) Playboy, y quién se atreve a pensar que una mujer a su igual es mejor que mil compañeras de juegos a tiempo parcial ". Haskell también se vio afectada por el final emocional de la película: "El amor entre Bond y su Tracy comienza como un pago y termina como un sacramento. Después de deshacerse aparentemente de los malos, se casan. Se dirigen hacia un final impactante y sorprendente. Su amor, al ser demasiado real, es asesinado por las convenciones que desafió. Pero obtienen la victoria final llamando, inesperadamente, al sentir. Algunos de los espectadores sisearon, estaba destrozado. Si le gustan los Bond con finales felices, no vayan".

### Críticas retrospectivas
La recepción moderna de la película ha sido más favorable. El crítico de cine James Berardinelli resumió esto en su reseña de la película: "con la excepción de un aspecto de producción, [es], con mucho, la mejor entrada de la serie de James Bond de larga duración. La película contiene algunas de las secuencias de acción más emocionantes jamás alcanzadas la pantalla, una conmovedora historia de amor y una bonita trama secundaria que tiene al agente 007 cruzando (e incluso amenazando con dimitir) el Servicio Secreto de Su Majestad ". Lazenby se cita con frecuencia como el Bond más débil, aunque Connery, Moore, Dalton, y Craig han destacado su desempeño..
El crítico de cine estadounidense Leonard Maltin ha sugerido que si hubiera sido Connery en el papel principal en lugar de Lazenby, "On Her Majesty's Secret Service" habría personificado la serie. Por otro lado, Danny Peary escribió: "No estoy seguro de estar de acuerdo con quienes insisten en que si Connery hubiera interpretado a Bond, definitivamente sería lo mejor de toda la serie de Bond... Connery's Bond, con su humor ilimitado, su sentido de la diversión y la confianza en sí mismo, estaría fuera de lugar en esta imagen. En realidad, funciona mejor con Lazenby porque es incapaz de interpretar a Bond como un héroe más grande que la vida; por un lado, no tiene la apariencia... Bond de Lazenby tampoco tiene el seguridad de Connery's Bond y eso es apropiado en el desmoronado y deprimente mundo en el que se encuentra. Parece vulnerable y nervioso a veces. En la pista de patinaje, en realidad está asustado. Nos preocupamos por él... En el Servicio Secreto de Su Majestad no ' Tengo a Connery y es imposible adaptarse por completo a Lazenby, pero creo que aún podría ser la mejor película de Bond, como afirman muchos cultistas de Bond ". Peary también describió On Her Majesty's Secret Service como "la más seria", "la más cínica" y "la más trágica" de las películas de Bond.
Brian Fairbanks difirió en su opinión de Lazenby, diciendo que la película "nos da un James Bond capaz de vulnerabilidad, un hombre que puede mostrar miedo y no es inmune a la angustia. Lazenby es ese hombre, y su actuación es soberbia". Fairbanks también pensó que "Al servicio secreto de Su Majestad" era "no solo el mejor Bond, sino que también es la última película realmente genial de la serie. De hecho, si se hubiera tomado la decisión de terminar la serie, esto habría sido el capítulo final perfecto ".
El cineasta Steven Soderbergh escribe que "Para mí, no hay duda de que cinematográficamente Al servicio secreto de Su Majestad es la mejor película de Bond y la única que vale la pena ver repetidamente por razones distintas al puro entretenimiento... Toma a toma, esta película es hermosa de una manera que ninguna de las otras películas de Bond lo es". El director Christopher Nolan también declaró que "Al servicio secreto de Su Majestad" era su película favorita de Bond; al describir su influencia en su propia película Inception de 2010, Nolan dijo: "Lo que me gustó de lo que hemos tratado de emular en esta película es que hay un equilibrio tremendo en esa película de acción, escala, romanticismo, tragedia y emoción".
El sitio web de agregación de reseñas Rotten Tomatoes le da a la película una puntuación del 81% según 54 reseñas, y un promedio ponderado de 6,78 sobre 10. El consenso crítico del sitio web dice: "La única aparición de George Lazenby como 007 es una buena entrada en la serie, con una de las más intrigantes Chicas Bond en Tracy di Vincenzo (Diana Rigg), imágenes impresionantes y algunas grandes persecuciones de esquí ". IGN clasificó  Al servicio secreto de Su Majestad  como la octava mejor película de Bond, Entertainment Weekly como la sexta, y Norman Wilner de MSN, como la quinta mejor. Digital Spy incluyó la película como la mejor película de James Bond hasta la fecha. La película también se convirtió en una de las favoritas de los fanáticos, obteniendo "el mayor éxito en el mercado de videos domésticos". En septiembre de 2012 se anunció que "On Her Majesty's Secret Service" había encabezado una encuesta de fanáticos de Bond realizada por la revista 007 para determinar la mejor película de Bond de la historia. "Goldfinger" quedó en segundo lugar en la encuesta y "From Russia With Love" en tercer lugar.
Comenzando con Goldfinger y continuando con Thunderball y Nunca digas nunca jamás, Rigg condujo un ejemplo de colocación de productos con la apariencia actualizada de un Mercury Cougar XR7 de 1969 en una escena de persecución de autos prolongada en los Alpes suizos. No había dispositivos instalados en el automóvil, ya que era el automóvil personal del personaje de Tracy.